# Neussargues-Moissac
Neussargues-Moissac is een plaats en gemeente in het Franse departement Cantal in de regio Auvergne-Rhône-Alpes en telt 1030 inwoners (1999). Neussargues-Moissac maakt deel uit van het arrondissement Saint-Flour.

## Geschiedenis
Neussargues-Moissac fuseerde op 1 januari 2016 met Celles, Chalinargues, Chavagnac en Sainte-Anastasie tot de commune nouvelle Neussargues en Pinatelle, waarvan Neussargues-Moissac de hoofdplaats werd.
Op verzoek van vier van de vijf voormalige gemeenten werd de fusie per 1 januari 2025 ongedaan gemaakt en werden de in 2016 opgeheven gemeenten hersteld.

## Geografie
De oppervlakte van Neussargues-Moissac bedraagt 13,7 km², de bevolkingsdichtheid is 75,2 inwoners per km².

## Verkeer en vervoer
In de gemeente ligt spoorwegstation Neussargues.
De onderstaande kaart toont de ligging van Neussargues-Moissac met de belangrijkste infrastructuur en aangrenzende gemeenten.

## Demografie
Onderstaande figuur toont het verloop van het inwonertal.
Vanwege een beveiligingsprobleem met de MediaWiki Graph-software is het momenteel niet mogelijk deze grafiek weer te geven. Zodra de software is bijgewerkt zal de grafiek vanzelf weer zichtbaar worden.